# Mangroverall
Mangroverall (Rallus longirostris) är en fågel i familjen rallar inom ordningen tran- och rallfåglar. Den förekommer utmed kusten i delar av Centralamerika och Sydamerika. Tidigare behandlades den som en del av kustrallen.

## Utseende och läte
Mangroverallen är en stor och generellt färglös rall. Fjäderdräkten är matt gråbrun med få kontrasterande egenskaper. På sidorna syns svag tvärbandning i grått och vitt. Näbben är ljusorange. Bland lätena hörs serier med hårda "kek" eller ljudligt raspiga och stönande ljud. 

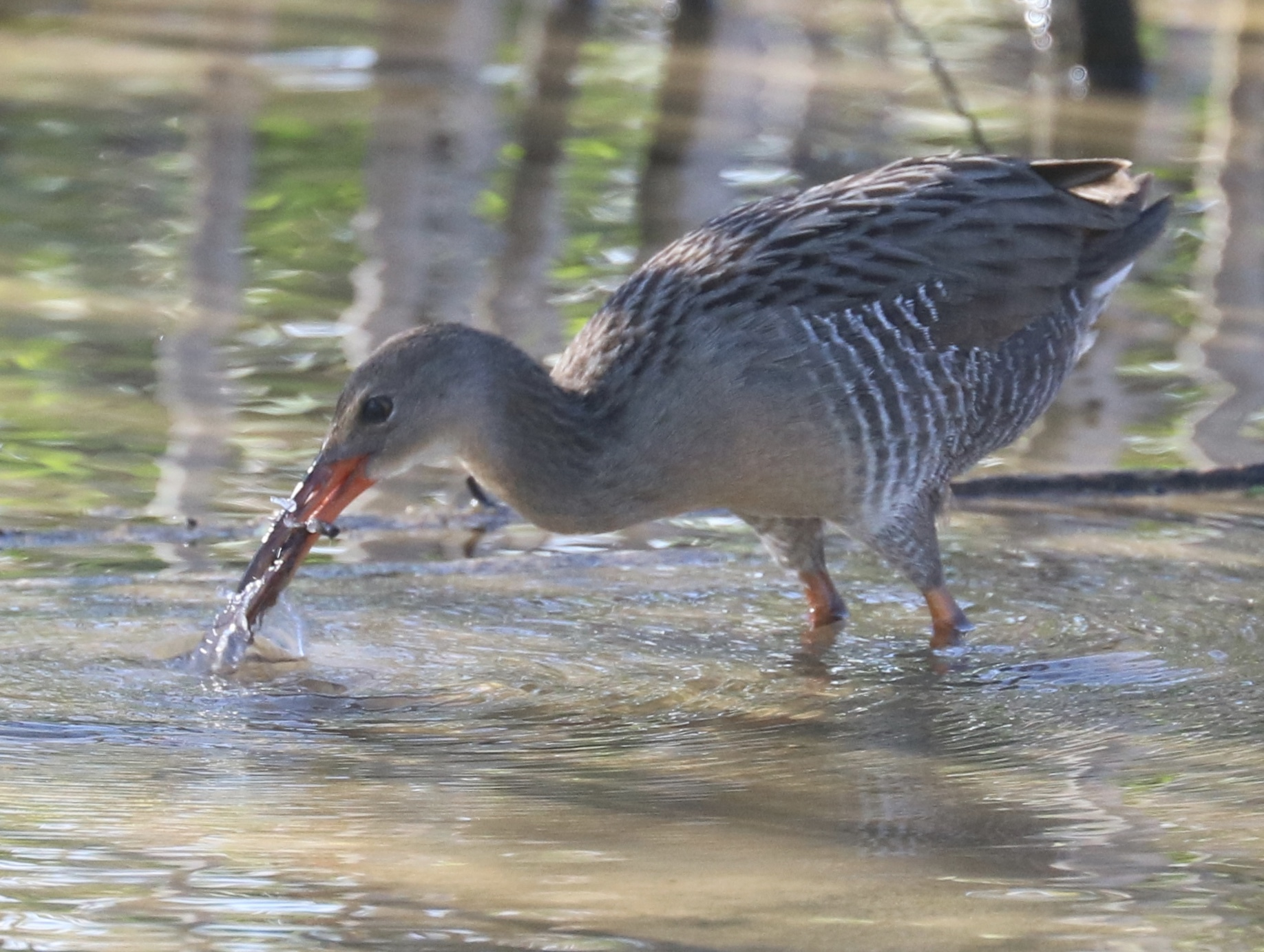

## Utbredning och systematik
Mangroverallen förekommer utmed Stillahavskusten i Centralamerika, utmed Karibiska havet och Atlanten i nordöstra Sydamerika från Colombia till östra Brasilien samt utmed Stilla havet från Colombia till nordvästra Peru. Den delas in i sex underarter i två grupper, med följande utbredning:
- Rallus longirostris berryorum – förekommer utmed Stilla havet i östra El Salvador, Honduras och norra Nicaragua; populationen i nordvästra Costa Rica antas vara denna underart
- Rallus longirostris cypereti – förekommer från kustnära nordvästra Colombia till Ecuador och nordvästra Peru (Tumbes)
- longirostris'’-gruppen
  - Rallus longirostris phelpsi – förekommer i kustnära norra Colombia (Guajira) och norra Venezuela (österut till östra Miranda)
  - Rallus longirostris dillonripleyi – förekommer i kustnära nordöstra Venezuela (Sucre)
  - Rallus longirostris margaritae – förekommer på Isla Margarita
  - Rallus longirostris pelodramus – förekommer på Trinidad
  - Rallus longirostris longirostris – förekommer utmed kusten i Guyana, Surinam och Franska Guyana
  - Rallus longirostris crassirostris – förekommer i kustnära östra Brasilien (från Amazondeltat till Santa Catarina)

Tidigare betraktades mangroverall, californiarall (R. obsoletus) och kustrall (R. crepitans) utgöra samma art, kustrall (Rallus longirostris). Genetiska, morfologiska och ekologiska studier visar dock att de är tre olika arter.

## Levnadssätt
Mangroverallen hittas i kustnära saltlaguner och mangroveskogar. Åtminstone lokalt utgör dess föda huvudsakligen av vinkarkrabbor. Boet av kvistar placeras bland mangroverötter, mycket nära marken.

## Status och hot
Arten har ett stort utbredningsområde, men tros minska i antal, dock inte tillräckligt kraftigt för att den ska betraktas som hotad. Internationella naturvårdsunionen IUCN listar därför arten som livskraftig (LC).